# Henan Faria da Silveira
Henan Faria da Silveira, meglio noto come Henan (San Paolo, 3 aprile 1987), è un calciatore brasiliano, attaccante del Primavera.

## Carriera
Ha giocato nella massima serie sudcoreana e nella seconda divisione brasiliana.

## Palmarès

### Club

#### Competizioni statali
- Campeonato Paulista Série A3: 1

Red Bull Brasil: 2010
- Campeonato Catarinense: 1

Figueirense: 2018

#### Competizioni nazionali
- Campeonato Brasileiro Série C: 1

Vila Nova: 2020